# 魔都紅色幽撃隊
『魔都紅色幽撃隊』（まとくれないゆうげきたい）は、アークシステムワークスより2014年4月10日に発売されたPlayStation 3及びPlayStation Vita用ゲームソフト。
2015年11月26日に追加要素を盛り込んだ『魔都紅色幽撃隊 DAYBREAK SPECIAL GIGS』がPlayStation 4、PS3、PS Vitaの3機種で発売された。

## ストーリー
暮綯學園高等学校に転校してきた転校生（主人公）は、校舎内を彷徨う少女の霊を見かけた後、悪霊に遭遇する。
悪霊たちから主人公を救ったのは、学校の生徒である支我と見慣れない女性だった。
伏頼 千鶴と名乗るこの女性は、夕隙社というオカルト関係の出版社の経営社にして"幽撃隊"という悪霊退治を裏稼業とする集団のリーダーだと自己紹介を行った。
その出会いがきっかけで、主人公は支我たちとともに、東京に潜む霊たちとの戦いに身を投じる。

## システム

### アドベンチャーパート
今井が過去に手掛けた作品同様、今作でも感情入力システム（愛・友・悩・怒・悲）が採用されているほか、五感を入力するシステムも搭載されている。
たとえば、握手をしたいと思ったら、友（感情）と触（五感）を選ぶことで、その行動を実行することができる。

### バトルパート
戦闘はウィジャパッド上で行われ、プレイヤーは様々なアイテムを設置して戦闘に役立てることができる。
バトルが終了すると依頼人から追加報酬をもらうことができ、貰ったポイントを割り振ってステータス強化に役立てることができる。ただし、戦闘中に攻撃が空振りして物品を破壊した場合は弁償することになる。

#### 『DAYBREAK SPECIAL GIGS』からの変更点
APが残っていれば行動を続けることができるようになったほか、側面及び背後からの攻撃にボーナスがつくようになった。その一方、敵の攻撃が範囲攻撃に変更された。
また、一定数の除霊を行うと、特別報酬がもらえるようになった。

### インターバルモード
夕隙社を舞台としたパート。主人公のスキルを強化したり、依頼をチェックすることが可能である。

## 登場人物

### 主要人物
東摩 龍介（とうま りゅうすけ）
本作の主人公。暮綯學園高等学校の3年生のクラスに転校してきた男子生徒。夕隙社の一員としての支我たちの活動に遭遇して以来、夕隙社のアルバイトとして働いている。
名前・誕生日・出身地・得意科目などは、プレイヤーが任意で変更可能。
深舟 さゆり（みふね さゆり）
声 - 桜 稲垣早希
暮綯學園高等学校の学級委員長。霊を見ることはできるものの、その存在を否定する発言をたびたびしている。
支我 正宗（しが まさむね）
声 - 沢城千春
暮綯學園高等学校の3年生で主人公とは同級生。冷静沈着で成績は学年トップ。足が不自由であるため車いすで移動することが多く、夕隙社のアルバイトとして動くときは中継車の中から援護を行っている。趣味はパソコンと車いすテニス。
伏頼 千鶴（ふくらい ちづる）
声 - 妃宮麗子
夕隙社の社長兼編集長にして"幽撃隊"リーダー。
小菅 春吉（こすげ はるきち）
声 - 関口英司
夕隙社のアルバイトである小太りの男性。ロックを愛していており、エレキギターを持ち歩いている。高校を中退しており、理由は「反社会的な感じがロックでカッコいいから」。
浅間 萌市（せんげん もいち）
声 - 川鍋雅樹
夕隙社のアルバイトであるやせた男性で、工学系の専門学校に通っている。アイドルオタク。境界科学と疑似科学を専門としており、夕隙社で使う道具を作っている。
夏服の少女
声 - 一木千洋
暮綯學園内を彷徨う亡霊で、主人公らの前に何度か現れる。

### 陸上自衛隊庚種特務師団
陸上自衛隊の一師団で、霊に関する事象を扱うため、民間団体である夕隙社と衝突することがある。
音江 友清（おとえ ともきよ）
声 - 加瀬康之
陸上自衛隊庚種特務師団に所属する1等陸士であり、主人公らと同年代。身体から発する微弱な磁気を生かして霊の動きを知ることができるため、人間ソナーの異名を持つ。銃剣道に長け、武器は木銃。軽い性格である。
『DAYBREAK SPECIAL GIGS』では学校への潜入捜査の為、制服姿で登場することもある。
八汐 沙和子（やしお さわこ）
声 - 土師亜文
陸上自衛隊庚種の准陸尉で、主人公らと同年代。体液に含まれる鉄分濃度が高く、その体液を武器に霊に立ち向かう。同僚である音江とは対照的に真面目で正義感が強い性格をしており、よく衝突する。
『DAYBREAK SPECIAL GIGS』では音江同様制服姿で登場することもある。

### その他の人物
久伎 千草（くき ちぐさ）
声 - 竹葉佑実子
中央区の高校3年生。チェス部の部長を務めており、チェス関連の用語を口にすることもある。事故で弟を亡くした過去を持つ。
山川 虎次郎（やまかわ こじろう）
声 - 浜田賢二
江戸川区にある暴力団『火暮会』若頭。超常現象は信じていなかったが、夕隙社の裏稼業に出会って以来、夕隙社に出入りしており、霊に有効な弾丸の込められたリボルバーを用いるようになった。また、タバコに似た、ハッカ味の菓子を口にくわえることが多い。
曳目 てい（ひきめ てい）
声 - 遠藤ゆりか
荒川区の高校3年生。弓道部の部長を務めている。実家は織部神社。
『DAYBREAK SPECIAL GIGS』では制服姿で登場することもある。
龍蔵院 鉄栴（りゅうぞういん てっせん）
声 - 柳沢超
目黒区の鎧扇寺高校の槍術部部長を務める高校3年生。言葉の訛りとスキンヘッドが特徴。実家は槍術の名家。
楓 伊久（かえで いく）
声 - 水崎綾
豊島区に暮らす女子高校3年生。
奇術部長を務めており、猫のパーツがついた魔女のような服装をしている。忍者マニアでもある。
左戸井 法酔（さどい ほうすい）
声 - 田尻浩章
夕隙社の社員で、中継車の運転手。
酒と女と賭けが大好きでだらしない印象を与えるが、かつては伏瀬とともに除霊活動をしていた。
華山 竹（かやま たけ）
声 - 坪井智浩
大田区の美容専門学校の男子生徒で、松の双子の兄弟。屈強な肉体と男性的なファッションとは裏腹にオネエである。大田区にあるオカマバーを手伝っている。A級ライセンスを持っているほどドライビングテクニックが上手。
華山 梅（かやま うめ）
声 - 浜田賢二
大田区の美容専門学校の男子生徒で、竹の双子の兄弟。屈強な肉体と男性的なファッションとは裏腹にオネエである。大田区にあるオカマバーを手伝っている。A級ライセンスを持っているほどドライビングテクニックが上手。
華山 松（かやま まつ）
華山兄弟の姉で、男性的な性格。
白峰 勇槻（しらみね ゆうき）
声 - 沼豪
台東区の高校3年生。フェンシング部キャプテンを務めている。キザな色男で、女性を人類の宝と見ており、見かけるとつい声をかけてしまう。会話にフランス語が混じる癖がある。
シャガール
声 - 今井秋芳
『DAYBREAK SPECIAL GIGS』からの登場。M+M機関の異端審問官で、営利目的で除霊を行う夕隙社をよく思っておらず、夕隙社の出向先でよく鉢合わせる。
ゲーム内であまり声を聞く機会はないが、今井監督の肉声が当てられた貴重な人物である。

## 開発
本作はジュヴナイル伝奇シリーズで知られる今井秋芳が監督を務めた。
当初、今井から企画を預かったトイボックス副社長の金沢十三男は、ほかの会社に開発を委託することも考えたが、途中で今井の意図を理解できる者でないと難しいと判断し、プログラムやデザインの基本部分は今井のチームに移管された。
具体的には、企画・システム・イラストや音楽・出演者の選定が今井にゆだねられている。
その後、金沢がパブリッシャ向けのプレゼン資料を作成し終わったところ、2人の共通の知り合いからアークシステムワークス代表の木戸岡稔を紹介された。最初は世間話をする程度だったが、木戸岡から企画について話題が上がり、本人に見せたところ、気に入られ、開発スタートに向けて話が進んでいった。
背景には実写が使われていたものの、廃墟や牢屋など、特殊な場所の撮影の許可を得るのに苦労したと金沢は電撃オンラインとのインタビューの中で振り返っており、最終的には牢屋風の撮影スタジオを借りたと話している。

### セッティング
ジュヴナイル伝奇シリーズの歴代主人公同様、本作の主人公の名前にも「龍」が入れられた。
また、主人公の周囲の人物は心霊学者および心霊関係者から名前がとられている。たとえば、伏頼千鶴の苗字は超心理学者の福来友吉からとられているほか、小菅春吉の名前も福来からとられている。一方で、ゴーストにはあえて名前が設定されなかった。

## 小説
魔都紅色幽撃隊 FIREBALL SUMMER GIG
小説オリジナルストーリー。ベストセラーズより発売。著者は朱鷺田祐介と西上柾。カバーイラストは高橋昂也。本文イラストは茜kiyo。